# Лукас Браво
Лукас Браво (фр. Lucas Bravo; Ница, 26. март 1988) француски је глумац и манекен. Познат је по улози Габријела у серији Емили у Паризу (2020—данас).

## Биографија
Рођен је 26. марта 1988. године у Ници. Син је бившег фудбалера Данијел Брава и певачице Еве Браво. Похађао је школу у Неји на Сени.

## Филмографија

### Филм
| Година | Српски назив                 | Изворни назив | Улога       | Напомене       |
| ------ | ---------------------------- | ------------- | ----------- | -------------- |
| 2022.  | Госпођа Харис одлази у Париз |               | Андре Фавел |                |
| 2022.  | Карта за рај                 |               | Пол         |                |
| н. п.  |                              |               | н. п.       | постпродукција |

### Телевизија
| Година     | Српски назив   | Изворни назив | Улога       | Напомене     |
| ---------- | -------------- | ------------- | ----------- | ------------ |
| 2013.      |                |               | Џеф         | 2. епизоде   |
| 2015.      |                |               | Адријен     | 1. епизода   |
| 2016.      | Лепши живот    |               | Матје Гранж | 1. епизода   |
| 2020—данас | Емили у Паризу |               | Габријел    | главна улога |